# Raúl Maneyro
Raúl Eduardo Maneyro[-Landó] est un zoologiste uruguayen, né le 7 décembre 1969.
il est l'auteur de la découverte de l'espèce d'amphibien Bufo achavali.